# Katia Makdissi-Warren
Katia Makdissi-Warren, née à Québec le 1970, est une compositrice et directrice musicale libano-québécoise, reconnue pour sa contribution significative au monde de la musique contemporaine canadienne. Elle se distingue par son exploration de rencontres de différentes cultures musicales et tout particulièrement par le métissage novateur des musiques de l'Occident, du Moyen-Orient et des Premières Nations.

## Formation
Initiée à la musique dans le contexte familial, sa carrière musicale débute à Québec, où, après des études en piano à l’école des Ursulines de Québec et au Cégep de Sainte-Foy, elle intègre la classe de composition du Conservatoire de musique de Québec. Après le refus de s’y voir accorder le diplôme terminal (l’adjonction d’un trio guitare, basse et batterie déplaît au jury, plutôt conservateur), Makdissi-Warren, plutôt que de capituler, poursuivra son apprentissage, cette fois du côté de l’Europe.
D’abord en Italie, en 1993, elle suit un stage de trois mois auprès des compositeurs Ennio Morricone et Franco Donatoni à l’Académie musicale Chigiana de Sienne. Deux ans plus tard, son parcours la conduit en Allemagne, à Hambourg, où en 1995 et 1996, elle fait ses classes auprès de Manfred Stahnke à la Musikhochschule-Hamburg.
Malgré la notoriété de ses professeurs et la qualité de leur enseignement, c’est à Paris que Katia Makdissi-Warren fera l’une des rencontres les plus significatives de son parcours musical : là, elle fait la connaissance du père Louis Hage, de l'Université Saint-Esprit de Kaslik, au Liban, grand maître de la musique maronite duquel l’influence marquera profondément sa démarche artistique.
Nourri par son immersion dans la culture libanaise de sa mère, l’intérêt hâtif de Katia Makdissi-Warren pour la musique orientale se renouvelle dans l’étude des musiques syriaques et arabes auprès de Hage. Cette expérience, au cours de laquelle elle fera l’apprentissage du oud, qui deviendra son instrument de prédilection, des maqamats et de l’improvisation taqasim, a été déterminante, donnant naissance à une nouvelle direction musicale. Fertile, cette collaboration la poussera à entreprendre une maîtrise en composition et en musicologie auprès du Père Hage à l’Université Saint-Esprit de Kaslik, de 1996 à 1997. Elle commence à ce moment à composer des pièces métissant les différentes traditions musicales auxquelles elle s’était jusqu’alors exposée.
De retour au Québec, elle amorce, de 2004 à 2007, des études doctorales à l’Université de Montréal, sous la tutelle du compositeur Michel Longtin. Ces trois années lui permettront d’affirmer davantage cette synthèse esthétique, à laquelle elle incorporera éventuellement des musiques autochtones d’Amérique du Nord, faisant ainsi la belle part aux musiques, chants et danses inuits, innus, mohawks, nakodas, ojibwés, attikameks, syilx et secwepemcs.

## Zeugma et OktoEcho
Alors que les spécificités du travail de métissage musical de Katia Makdissi-Warren exigent une grande versatilité des interprètes, à l’époque, aucun ensemble musical au Québec ne semble pouvoir interpréter ces créations atypiques. C’est en réponse à ce besoin qu’elle fonde, en 2001, l'ensemble Zeugma, lequel rassemble des musiciens canadiens originaires du Québec et du Moyen-Orient.
Renommé OktoEcho en 2006, l’ensemble à géométrie variable oscille entre quatre et trente musiciens, et agit à titre de structure dédié aux exploration sonores de Makdissi-Warren, mais également de plateforme pour les compositeurs travaillant avec des instruments non-occidentaux.

## Autres collaborations
Bien qu'OktoEcho demeure son véhicule artistique premier, Katia Makdissi-Warren s'engage également dans des collaborations avec divers ensembles à travers le Canada et le reste du monde. Dès 2007, à la suite d'une participation au Young Composers' Workshop de l’ensemble torontois Arraymusic, son carnet de commandes s’étoffe avec des œuvres composées pour l’Orchestre national oriental de Beyrouth, l’Orchestre symphonique de Vancouver, I Musici de Montréal, Les Violons du Roy, l’Orchestre symphonique de Montréal, le Vancouver Intercultural Orchestra, Quasar et le Kamloops Symphony Orchestra, notamment. Elle collabore de plus régulièrement avec des festivals tels que Présence autochtone, le Festival du Monde Arabe de Montréal et le Festival Séfarad, pour lequel elle assume également la direction artistique en 2014 et 2015.
Également cheffe d’orchestre, formée par Gilles Auger et ayant pris des classes de maître avec Otto-Werner Mueller, Katia Makdissi-Warren a, en plus d’OktoEcho, dirigé de nombreux ensemble, dont E27 - musiques nouvelles, duquel elle a également été directrice artistique en 2008 et 2009, le Consort contemporain de Québec, Les Violons du Roy, la comédie musicale Les Misérables, le Festival du Monde Arabe de Montréal, le Festival international de guitares, en tant que cheffe assistante de Léo Brouwer, le Beiteddin Festival et différents ensembles pour le compte de Radio-Canada entre 1992 et 2007,.

## Rayonnement international
Forte d’un langage musical singulier, actuel et ouvert sur le monde, son influence s'étend facilement au-delà des frontières du Canada et du Liban. Elle signe notamment la trame sonore de l’exposition Vertical City pour la tour Burj Khalifa de Dubaï. Elle fait de même pour le Musée canadien pour les droits de la personne de Winnipeg et le Musée national de Singapour.
Elle compose en outre de nombreuses trames sonores pour le théâtre, la danse, le cinéma et la télévision au Canada, en France, au Japon et aux Émirats Arabes Unis, entre autres.
Ses œuvres sont régulièrement interprétées par différents interprètes, ensembles et orchestres au Canada, en France, en Allemagne, au Liban, au Maroc, en Argentine et en Espagne.

## Récompenses et reconnaissances
Son approche novatrice, centrée sur le rapprochement entre les cultures et les expressions musicales, fait de Katia Makdissi-Warren une figure imposante du paysage musical québécois. Cette stature a notamment été soulignée par l’obtention de plusieurs bourses et prix, dont :
- Prix Opus, Compositrice de l'année, 2024
- Young Composers' Workshop d’Arraymusic, 2006
- Prix Betty-Webster, 2022[11]

Avec OktoEcho, elle a également remporté :
- Prix Opus 2019, Meilleur album de l’année – musique du monde pour Saimaniq
- Prix Inclusion et diversité du Conseil des Arts de Montréal, 2020
- Prix Opus 2024, Concert – Musiques du monde pour Transcestral – Rencontre soufie et autochtone

En 2019, la Société de musique contemporaine du Québec (SMCQ) consacre la 7e édition de sa Série hommage à Katia Makdissi-Warren, mettant ainsi en lumière cette pionnière du métissage musical. Durant la période de juillet 2019 à juin 2020, malgré l'urgence sanitaire induite par la COVID-19, l'impact de la musique de Katia Makdissi-Warren se fait ressentir auprès de plus de 70 000 auditeurs. L’occasion lui permet de surcroît de répondre à plus de vingt commandes d’œuvres. Cette année exceptionnelle, marquée par tant d'opportunités de création et par une visibilité accrue, culmine, le 4 février 2024, avec l'attribution du Prix Opus de la Compositrice de l'année lors de la cérémonie organisée par le Conseil québécois de la musique.